# Conneaut
Conneaut is een plaats (city) in de Amerikaanse staat Ohio, en valt bestuurlijk gezien onder Ashtabula County.

## Demografie
Bij de volkstelling in 2000 werd het aantal inwoners vastgesteld op 12.485.
In 2006 is het aantal inwoners door het United States Census Bureau geschat op 12.561, een stijging van 76 (0.6%).

## Geografie
Volgens het United States Census Bureau beslaat de plaats een oppervlakte van
68,4 km², waarvan 68,3 km² land en 0,1 km² water. Conneaut ligt op ongeveer 214 m boven zeeniveau.

## Plaatsen in de nabije omgeving
De onderstaande figuur toont nabijgelegen plaatsen in een straal van 20 km rond Conneaut.